# Thornton (Texas)
Thornton es un pueblo ubicado en el condado de Limestone en el estado estadounidense de Texas. En el Censo de 2010 tenía una población de 526 habitantes y una densidad poblacional de 205,97 personas por km².

## Geografía
Thornton se encuentra ubicado en las coordenadas 31°24′36″N 96°34′25″O / 31.41000, -96.57361. Según la Oficina del Censo de los Estados Unidos, Thornton tiene una superficie total de 2.55 km², de la cual 2.54 km² corresponden a tierra firme y (0.51%) 0.01 km² es agua.

## Demografía
Según el censo de 2010, había 526 personas residiendo en Thornton. La densidad de población era de 205,97 hab./km². De los 526 habitantes, Thornton estaba compuesto por el 88.21% blancos, el 3.8% eran afroamericanos, el 0.38% eran amerindios, el 0.19% eran asiáticos, el 0% eran isleños del Pacífico, el 5.7% eran de otras razas y el 1.71% pertenecían a dos o más razas. Del total de la población el 11.6% eran hispanos o latinos de cualquier raza.